# Amen

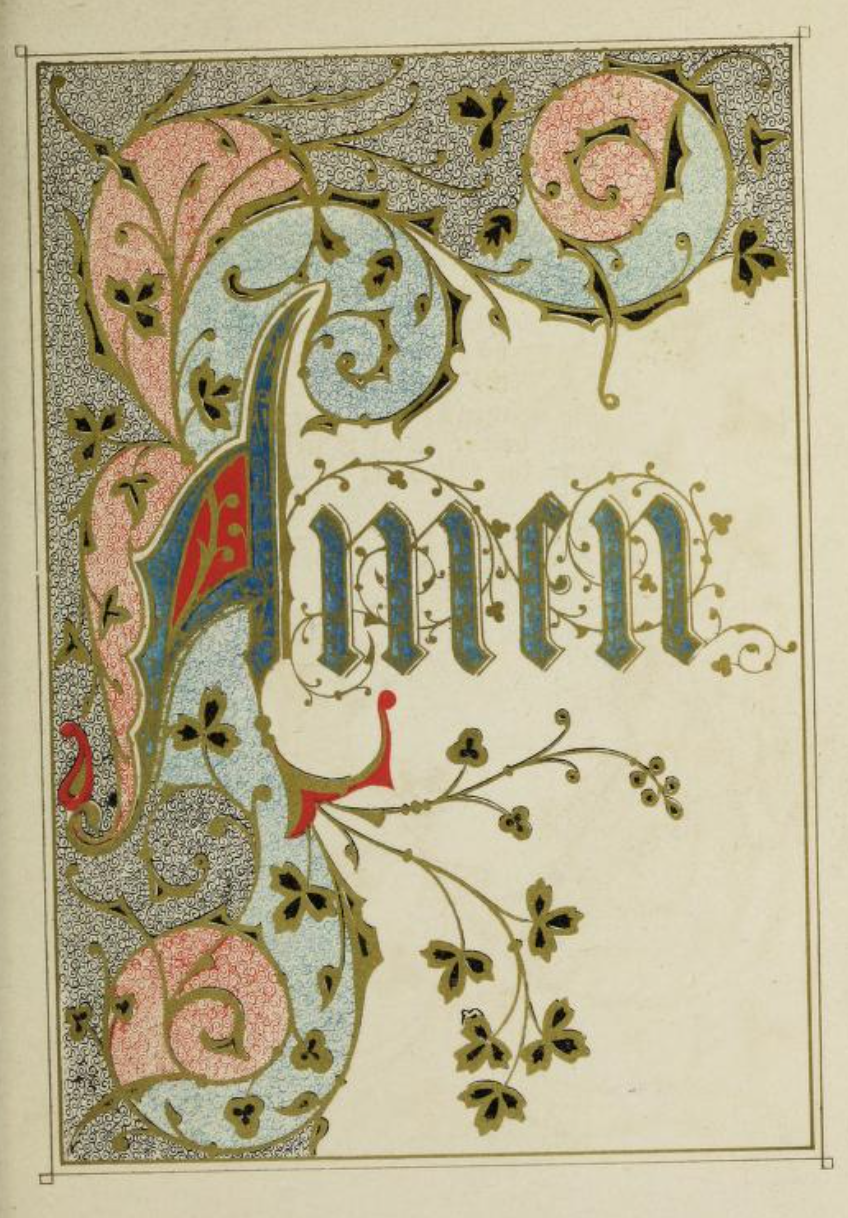
"Amen" decorato dal libro miniato del Discorso della Montagna disegnato da Owen Jones, pubblicato nel 1845.

Amen, o adattato in passato come amme,  è una parola ebraica: in ebraico tiberiense si scrive אמן (’Āmēn), in ebraico standard אמן (Amen), in armeno ամեն (amen), in georgiano ამინ (amin), in greco ἀμήν (amḕn o amín), in russo аминь (amin'), in arabo آمين (’Āmīn): è una dichiarazione o affermazione che si trova nell'ebraico biblico. È sempre stata usata nel giudaismo, e da lì è stata adottata nella liturgia cristiana come formula conclusiva per preghiere e inni.

## Etimologia
L'avverbio ebraico אמן ámén significa soprattutto "certamente", "in verità". Etimologicamente è connesso con il verbo אמן ámán, che significa (in forma base, cioè qal) "educare". Importanti sono però i significati derivati: nel nifal significa "esser certo, sicuro", "esser veritiero, vero", per cui anche "resistere", nella forma di hifil credere. Il sostantivo derivato אמת emet significa "ciò che è stabile e fermo", quindi "verità". In questo senso appare per esempio nel Nuovo Testamento, quando Gesù enuncia principi fondamentali, che introduce con questa parola "amen": "Amen, amen, dico a voi" — con il significato: "In verità vi dico", "Ciò che dico, è vero e certo".
Recitando la prima sūra del Corano, detta al-Fātiḥa ("che apre"), si usa concludere con  'āmīn, sebbene tale parola non compaia scritta nel Corano.
Nella liturgia cristiana è usata come risposta dell'assemblea alla fine delle preghiere liturgiche: ha il significato di esprimere l'assentimento per ciò che si è detto e per augurio che la preghiera sia esaudita. Il suo significato si lega al concetto di affidamento.
È popolare, tra alcuni teosofi, sostenitori delle teorie storiche afrocentriche ed aderenti al Movimento del Sacro Nome la congettura che la parola "Amen" derivi dal nome del dio egizio Amon (che, effettivamente, viene a volte pronunciato "Amen"). Alcune persone aderenti a religioni orientali credono, invece, che la parola abbia radici in comune con la parola sanscrita Hindu Aum. In realtà, non ci sono studi a livello accademico che supportino queste posizioni. Notare che la parola ebraica "Amen" comincia con una aleph, mentre il nome egizio comincia con una jodh. Anche se nella Bibbia, e più precisamente nei Neviìm (i libri dei profeti), redatti probabilmente nel VII secolo a.C., menzionano esplicitamente Amon, per due volte, in riferimento a Tebe (in ebraico נא אמו, No Amown) con una aleph. 
Può essere tradotta "così è" (in questo momento) o ancora "in verità". 

## Citazioni
Il sacerdote polacco Jarosław Cielecki ha affermato che il Papa Giovanni Paolo II, un istante prima della morte, pronunciò questa parola con grande sforzo il 2 aprile 2005.